# Fuirena pubescens
Fuirena pubescens är en halvgräsart som först beskrevs av Jean Louis Marie Poiret, och fick sitt nu gällande namn av Carl Sigismund Kunth. Fuirena pubescens ingår i släktet Fuirena och familjen halvgräs. IUCN kategoriserar arten globalt som livskraftig.

## Underarter
Arten delas in i följande underarter:
- F. p. abbreviata
- F. p. pergamentacea
- F. p. pubescens
- F. p. villosula